# Rocky II
Rocky II – amerykański dramat sportowy z 1979 roku, który jest drugą częścią serii o bokserze Rockym Balboa, którego grał Sylvester Stallone. Podobnie jak w poprzedniej części, rolę Apollo Creeda zagrał Carl Weathers. Slogan reklamowy tej części brzmiał The Rematch Of The Century (pol. Rewanż stulecia). Zdjęcia kręcono w Filadelfii i Los Angeles.

## Fabuła
Po walce, Rocky Balboa i Apollo Creed trafiają do szpitala. W czasie leczenia Rocky dowiaduje się, że przy każdym mocniejszym ciosie może stracić wzrok. Razem z Adrian postanawiają, że Włoski Ogier kończy z boksem. Po wyjściu ze szpitala, Rocky oświadcza się Adrian. Biorą ślub. Ich rodzina wkrótce ma się powiększyć. Rocky zaczyna pracować w reklamie. Zachwalając dezodorant marki „Dzikus”, myli się kilkakrotnie i wylatuje z planu. Postanawia nauczyć się czytać i znaleźć zatrudnienie w biurze. Pracę znajduje w rzeźni. Po redukcji etatów, traci ją. Po porodzie, Adrian zapada w śpiączkę. Tymczasem media atakują Apollo mówiąc, że walka była sprzedana. Ten na konferencji prasowej mówi, że jest gotowy na rewanż z Rockym. Rocky unika go jak tylko może. Jednak, gdy pieniądze po walce z Apollo szybko się kończą, Rocky postanawia walczyć w rewanżu. Razem ze swoim trenerem, Mickeyem Goldmillem, ciężko trenuje. Nadchodzi rewanż. 

## Soundtrack
| #  | Artysta                 | Utwór                              |
| -- | ----------------------- | ---------------------------------- |
| 1. | Bill Conti              | „Redemption (Theme from Rocky II)” |
| 2. | Bill Conti              | „Gonna Fly Now”                    |
| 3. | Bill Conti              | „Conquest”                         |
| 4. | Bill Conti & David Duke | „Vigil”                            |
| 5. | DeEtta Little           | „All of My Life”                   |
| 6. | Bill Conti              | „Overture”                         |
| 7. | Bill Conti              | „Two Kind of Love”                 |
| 8. | Mike Lang               | „All of My Life (Instrumental)”    |